# Donato da Cascia
Donato da Cascia, detto anche Donato da Firenze e Donato da Florentia (Cascia, fra il 1350 e il 1370 – ...), è stato un compositore italiano.

## Biografia
Nulla si conosce sulla sua vita se non quello che si può desumere dai suoi ritratti, dalle sue opere e dalla distribuzione geografica delle stesse. Egli era, molto probabilmente, di Cascia e tutta la sua musica, ad eccezione di un virelai, era scritta nello stile toscano.
Tutte le musiche a noi giunte sono profane e sono quasi tutte nel Codice Squarcialupi. Egli fu probabilmente un prete, e le immagini a noi giunte assieme alle musiche nel Codice Squarcialupi, lo ritraggono nelle vesti di monaco benedettino. 
Diciassette sue composizioni sono giunte ai nostri giorni e comprendono: 14 madrigali, una caccia, un virelai e una ballata.
Ad eccezione di un pezzo, la sua musica è tutta a due voci, tipica della metà del XIV secolo, ma molto virtuosistica in contrapposizione alla moda del tempo. Secondo Nino Pirrotta, essa "rappresenta il massimo livello del canto virtuosistico nel madrigale italiano e quindi nell'Ars nova."
I madrigali di Donato avevano generalmente una voce superiore molto più elaborata dell'inferiore e spesso veniva usata l'imitazione fra le due voci, anche soltanto per brevi passaggi. In aggiunta egli era solito ripetere parole e frasi spesso con intento umoristico. I suoi lavori furono probabilmente influenzati da Jacopo da Bologna, come si può notare dai passaggi transizionali di una singola voce fra versi differenti nei madrigali, tipici di Jacopo.